# Niederernen
Niederernen is een plaats en voormalige gemeente in het Zwitserse kanton Wallis en maakt sinds 1872 deel uit van de gemeente Ernen in het district Goms.